# Drosophila pinicola (artgrupp)
Drosophila pinicola är en artgrupp inom släktet Drosophila och undersläktet Drosophila. Artgruppen består av tre arter som finns i västra Nordamerika. Artgruppen tros vara nära besläktad med artgruppen Drosophila virilis.

## Arter inom artgruppen
- Drosophila flavopinicola
- Drosophila luisserrai
- Drosophila pinicola